# Distrito electoral de Tipton (condado de Cass, Nebraska)
Tipton (en inglés: Tipton Precinct) es un distrito electoral ubicado en el condado de Cass en el estado estadounidense de Nebraska. En el Censo de 2010 tenía una población de 2160 habitantes y una densidad poblacional de 23,47 personas por km².

## Geografía
Tipton se encuentra ubicado en las coordenadas 40°49′23″N 96°23′55″O / 40.82306, -96.39861. Según la Oficina del Censo de los Estados Unidos, Tipton tiene una superficie total de 92.05 km², de la cual 91.92 km² corresponden a tierra firme y (0.14%) 0.13 km² es agua.

## Demografía
Según el censo de 2010, había 2160 personas residiendo en Tipton. La densidad de población era de 23,47 hab./km². De los 2160 habitantes, Tipton estaba compuesto por el 98.38% blancos, el 0.19% eran afroamericanos, el 0.19% eran amerindios, el 0.46% eran asiáticos, el 0% eran isleños del Pacífico, el 0.09% eran de otras razas y el 0.69% pertenecían a dos o más razas. Del total de la población el 2.22% eran hispanos o latinos de cualquier raza.